# Hydraena assimilis
Hydraena assimilis är en skalbaggsart som beskrevs av Claudius Rey 1885. Hydraena assimilis ingår i släktet Hydraena och familjen vattenbrynsbaggar. Inga underarter finns listade i Catalogue of Life.